# Ronan Guérin
Pour les articles homonymes, voir Guérin.
Ronan Guérin est un navigateur et un skipper professionnel français, né en 1973. A ce jour il est père de deux enfants. 

## Biographie
Il habite à Saint-Nazaire en Loire-Atlantique. Il est détenteur du record du tour du monde à la voile d'est en ouest et directeur du chantier attitude océan cruising. 

## Palmarès
- 2008 : 2e de la Transat AG2R avec Luc Poupon sur Solar Inox
- 2007 : 2e Tour de France à voile
- 2005 : 2e Transat AGRR
- 2004 : Solitaire Afflelou Le Figaro
- 2003 :
  - Solitaire Afflelou Le Figaro
  - 3e transat 6.50
- 2002 :
  - 1313e de la Solitaire du Figaro
  - 3e de la Transat Lorient/St-Barthélemy avec Ronan Cointo sur Escal'Atlantic Saint-Nazaire
  - 2e du Tour de Bretagne à la voile
- 2001 : 17e de la Solitaire du Figaro
- 2000 :
  - 5e de la Solitaire du Figaro
  - 7e de la Transat AG2R Lorient/St-Barthélemy
- 1999 :
  - 5e de la Solitaire du Figaro
  - Vainqueur de la Course des Falaises
- 1998 :
  - 10e de la Solitaire du Figaro
  - 7e de la Transat AG2R Lorient/St-Barthélemy
- 1997 : 22e de la Solitaire du Figaro
- 1995 : 24e de la Solitaire du Figaro